# Recharge des aquifères

Water balance

La recharge des aquifères ou infiltration résulte naturellement d'un processus hydrologique par lequel les eaux de surface percolent à travers le sol et s'accumulent sur le premier horizon imperméable rencontré (banc d'argile ou de marne) ; elle peut aussi être assurée artificiellement par des puits filtrants. Ce processus s'amorce généralement à partir de la zone vadose, sous la pédosphère où les racines des végétaux captent encore l'essentiel de l'eau interstitielle. La réalimentation est caractérisée par le débit de filtration alimentant le toit de l'aquifère.

## Le processus

### Principaux mécanismes
Les nappes aquifères sont naturellement réalimentées par les précipitations et fonte des neiges et, à un moindre degré, par les écoulements de surface (rivières et lacs) ; mais cette réalimentation peut être affectée par les activités anthropiques comme l'imperméabilisation des sols, les défrichements ou l’exploitation forestière : elles s'accompagnent de la destruction de la couche humique, ce qui réduit l'infiltration, favorise le ruissellement et ralentit la recharge des nappes. L'exploitation des aquifères, particulièrement pour l’irrigation, peut aussi abaisser le niveau des nappes. La réalimentation des nappes est importante pour gestion durable de la ressource en eau, puisqu’à long terme le débit soustrait à un aquifère va cesser de compenser les pompages.
L'infiltration contribue aussi à faire migrer les nitrates et autres sels qui finissent par saturer la pédosphère, vers les couches de sol plus profondes, voire dans les aquifères. Les racines des arbres piègent l'eau et en renvoient une partie vers l'aquifère, au détriment du ruissellement.
Les crues augmentent temporairement la perméabilité du lit majeur en chassant les silts vers l'aval, et contribuent ainsi à faciliter la réalimentation de l’aquifère.
La réalimentation artificielle des nappes est de plus en plus courante en Inde, où le surpompage des terrains par les agriculteurs avait atteint des proportions dramatiques : depuis 2007, sur la base des recommandations de l'Institut international de gestion de l'eau, le gouvernement fédéral indien investit 400 millions de $ pour financer des puits d'injection dans une centaine de districts de sept états touchés par le surpompage. L'autre aspect environmental est la contamination des nappes par le ruissellement des eaux à travers les dépotoirs, et les dépôts de déchets agricoles, industriels et urbains.

### Rôle favorable des zones humides
Les zones humides contribuent au maintien du niveau des nappes et jouent un rôle favorable dans la charge hydraulique,, autrement dit la pression conditionnant le débit de filtration. La part prise par une zone humide dans la recharge d'une nappe dépend naturellement de la perméabilité du sol, de la végétation, du relief (taux périmètre/volume) et du gradient hydraulique,. La réalimentation des nappes s'opère par filtration à travers des roches que l'on rencontre surtout autour des zones humides. Le sol sur lequel se forment la plupart des zones humides est nécessairement relativement imperméable. Le taux périmètre/volume des mares élevé, caractéristique des zones humides de modeste étendue comme les fondrières ou cuvettes, signifie que la surface d'infiltration sera également importante. Ces mares peuvent contribuer de manière significative aux eaux souterraines (jusqu'à 20 % de leur volume à chaque saison).

## Estimation du débit d'alimentation
Il est difficile de mesurer le taux de renouvellement des aquifères par infiltration, car l'alimentation est assurée par des processus concurrents comme l’évaporation, la transpiration (ou l’évapotranspiration) et l’infiltration : il faut donc faire la part de ces différents apports.

### Méthodes géophysiques
Les méthodes géophysiques sont tantôt « directes » (bilan du volume d'eau réellement infiltré), tantôt « indirectes » : mesure des caractéristiques physiques du sol (perméabilités horizontale et verticale, etc.), et application des équations de Darcy. Certaines circonstances peuvent aider à l'estimation : par exemple, dans les régions de climat humide, après des mois de sécheresse, les ruisseaux sont à l'étiage et l'eau s'infiltre directement. On peut donc estimer le débit de réalimentation en déterminant l’étendue du bassin versant.

### Suivi par produits traceurs
Pour déterminer la direction des écoulements, on a souvent recours à des traceurs solubles relativement inertes, comme les traceurs isotopiques ou les chlorures, percolant à travers le sol.

### Apports de la modélisation numérique
Moyennant quelques recalages de terrain à l'aide de piézomètres, il est encore possible d'estimer les débits de réalimentation par des méthodes numériques. Ces modèles, intégrés dans des logiciels intégrant l'équation de Darcy voire l'équation de Richards ainsi que diverses données météorologiques, donnent une description tridimensionnelle des écoulements souterrains à travers la zone vadose. Le logiciel unidimensionnel HYDRUS1D, par exemple, est téléchargeable gratuitement.